# Bennie Moten
Bennie Moten (Kansas City, Misuri, 13 de noviembre de 1894 - 2 de abril de 1935) fue un pianista, compositor y director de orquesta de jazz-swing.
Comenzó siendo aún niño, tocando el saxhorn en un grupo de metales de su ciudad natal. Profesionalmente se inició en 1918, al frente de un trío, que se convierte en sexteto hacia 1921. Con este grupo, realiza su primera grabación para Okeh, en 1923, y acompaña a diversas cantantes locales, como Ada Brown o Mary Bradford. Continuará realizando grabaciones de forma regular, hasta 1932, básicamente para el sello Victor, aunque para entonces el sexteto ya se había convertido en una big band. Uno de sus temas, «South», se convertirá en un verdadero best-seller (1928) y se realizarán versiones por grupos de mucho peso en la época, como las bandas de Kid Ory y Paul Whiteman. En la banda de Moten figuraron músicos como Walter Page, Count Basie, Hot Lips Page, Buster Smith o Jimmy Rushing, y, más tarde, a partir de 1931, Ben Webster, Herschell Evans y Lester Young.
Fue la banda de Moten la que estableció las bases de lo que se vino a llamar "estilo Kansas City", fundamentado en un uso extensivo de los riffs y del principio de origen africano conocido como "call and response", aplicado a los distintos grupos de la sección de viento: trompetas, trombones y saxofones, sobre un substrato de blues. Pianista modesto, muy influido por el ragtime, Moten se convierte en un director de big band formidable, con una firme voluntad de evolución y muy escasas concesiones comerciales, con arreglos originales de Eddie Durham, Eddie Barefield o el propio Basie, un sonido original y un típico "sonido en masa" combinado con excelentes solos individuales.